# 小黄金鸭嘴草
小黄金鸭嘴草（学名：Ischaemum setaceum）为禾本科鸭嘴草属下的一个种。

## 扩展阅读
- 維基物種上的相關：小黄金鸭嘴草